# François Mangeol
François Mangeol est un artiste plasticien français, né le 8 juillet 1984 à Créteil. Il vit et travaille à Paris.

## Biographie
François Mangeol est né à Paris en 1984. Il a étudié à l’École supérieure d'art et design Saint-Étienne de 2004 à 2009 après des études scientifiques. Il reçoit respectivement une bourse de pré-édition en 2007 pour la production de l'œuvre Occidorient, et les félicitations du jury pour son DNSEP en 2009. En 2009 il collabore avec Souvignet pour concevoir du mobilier, dont le modèle DS3.
Il crée avec Valérie Gonot en 2010 une maison d'édition de design d'auteurs, Édition Sous Étiquette, close en 2017.
François Mangeol mène une réflexion sur la poésie et les langues. Sa recherche se traduit par des structures inspirées du langage et de sa graphie.
L'artiste s’attache à une conception humaniste de l’art en laissant la place aux émotions et au regard du spectateur.
François Mangeol utilise des matières comme le bois brulé, les néons, le vinyle, la résine, l'aluminium. L’artiste travaille sur la brillance ou la matité ainsi que la transparence ou l’opacité.
En 2017, il développe avec l'atelier de réalité virtuelle 4D Créa un centre d'art multimodal : Art Center Somewhere Only We Know, qui explore les liens entre l'art réel et virtuel, inauguré lors de la Nuit blanche 2018 à Paris.
François Mangeol est représenté par la galerie Mannerheim (Paris), la galerie Domeau & Pérès (Paris) et FM Art Consulting (Paris).
Son travail a été présenté lors d’expositions individuelles à l'Institut français de Milan,, entre autres, et lors d'expositions collectives et biennales comme la Paris Art Fair, la Swab Art fair de Barcelone et la Biennale internationale de Saint-Étienne.
Ses œuvres ont été acquises par le MAMCO de Genève, la Collection nationale d’art contemporain française FNAC-CNAP, le Kunstmuseum Krefeld en Allemagne et la collection Luciano Benetton en Italie.

## Expositions

### Expositions personnelles
- 2018 Rétro-Prospective, Mannerheim gallery, Paris, France [17],[18],[19],[20]
- 2017 Ashes to ashes, Mannerheim gallery, Paris, France[21]
- 2016 Entre vous & moi, Galerie Domeau & Pérès, Paris, France
- 2016 Infinito, Institut Français Milano, Milan, Italie[12],[22]
- 2016 Sciemment, Patiemment, Centre d’Art Assaut de la Menuiserie, Saint-Étienne, France[23],[24]
- 2016 Temps Suspendu, Galerie Domeau & Pérès & Le Placart, Paris, France[25]
- 2016 Here & Now That’s All, Galerie Domeau & Pérès, Paris, France[26]
- 2014 Now Is Never Over, Galerie Nuke, Paris, France[27]
- 2014 Now Is Never Ending, Ground Control, Paris, France[9]

### Expositions collectives (sélection)
- 2018 Nouveau Message, Garage La Paix, Paris, France[28]
- 2018 Déviations / FITE 2018, Musée Bargoin, Clermont-Ferrand, France[29]
- 2018 From idea to form, Kunstmuseen Krefeld, Krefled, Allemagne[15]
- 2018 #678 Villa Belleville, Paris, France[30]
- 2016 Oh La la land, Mannerheim Galerie, Paris, France[31]
- 2014 La Petite Collection, Espace C02 Galerie White Project, Paris, France[32]
- 2014 Instincts - Objets de collection, Officiel FIAC, Paris, France[33]
- 2014 Une école stéphanoise, Cite du design, Saint-Étienne, France[34]
- 2013 Utensili Culinari di domani, Boffi Gallery, Paris & Lyon, France[35]
- 2013 In the mood for Ikea, Biennale Internationale Design, Saint-Étienne, France[36]

## Œuvres dans les collections publiques
- FNAC-CNAP, Paris, France[39]
- MAMCO, Genève, Suisse
- Kunstmuseen Krefeld, Krefeld, Allemagne[15]